# Syconycteris carolinae
Syconycteris carolinae es una especie de murciélago de la familia Pteropodidae.

## Distribución geográfica
Es endémica de Indonesia.

## Estado de conservación
Se encuentra amenazada de extinción por la pérdida de su hábitat natural.